# مانويل أنطونيو مارتينز
مانويل أنطونيو مارتينز (بالبرتغالية: Manuel António Martins‏) هو دبلوماسي برتغالي، ولد في 1772 في براغا في البرتغال، وتوفي في 1845.